# Garches
Garches és un municipi francès, situat al departament d'Alts del Sena i a la regió d'Illa de França.
Forma part del cantó de Saint-Cloud i del districte de Nanterre. I des del 2016, de la divisió Paris Ouest La Défense de la Metròpolis del Gran París.

## Hospital
- Hospital Raymond-Poincaré